# Saint-Berthevin
Saint-Berthevin là một xã của tỉnh Mayenne, thuộc vùng Pays de la Loire, tây bắc nước Pháp.